# Мичи, Никола
Никола Мичи (итал. Nicola Mici; 16 сентября 1810, Фоссомброне — 7 марта 1882, Болонья) — итальянский композитор и музыкальный педагог. Отец Гульельмо Мичи.
Изучал контрапункт в Болонском музыкальном лицее под руководством Томмазо Маркези. Работал в Кальи и Мондавио, затем преподавал вокал в Турине. В 1869 г. возглавил музыкальный институт провинции Мачерата, преподавал там фортепиано и контрапункт.
Опубликовал сборник песен (итал. Album per Canto con Accompagnamento di Pianoforte; 1856) с посвящением певице Барбьери-Нини, «Плач и молитву Иова» (итал. Lamento e Preghiera di Giobbe; 1856) для баса, Блестящий дивертисмент для фортепиано в шесть рук (1856), Пастораль для органа или фортепиано (1857) и др.
В 1831 г. был избран членом Болонской филармонической академии.